# Bess Myerson

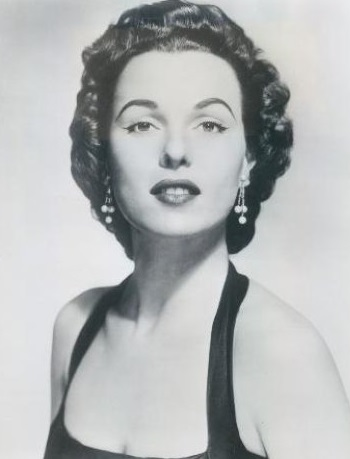
Bess Myerson (1957)

Bess Myerson (* 16. Juli 1924 in der Bronx, New York; † 14. Dezember 2014 in Santa Monica, Kalifornien) war eine US-amerikanische Schauspielerin, Model und Politikerin. Sie war 1945 die erste jüdische Miss America.

## Leben
Myerson wuchs mit ihrer Familie in der Sholem Aleichem Cooperative auf. Das war eine Wohnungsgemeinschaft, welche 250 jüdische, politisch liberale Familien der Arbeiterklasse umfasste. Ihre Eltern Louis und Bella Myerson waren russische Immigranten und zogen Bess und ihre Schwestern Sylvia und Helen während der Great Depression auf. Myerson lernte das Klavierspielen und das Flötespielen in der High School. Nach der Schule besuchte sie das Hunter College und erhielt 1945 einen Abschluss in Musik. Ihre Schwester Sylvia meldete Myerson für den Miss America Wettbewerb an, dies war erfolgreich. Viele rieten ihr, ihren Nachnamen zu ändern, damit sie nicht sofort als Jüdin erkannt werden könne. Doch sie ließ sich nicht beirren und gewann auch mit ihrem Familiennamen. Drei von fünf Sponsoren, für welche die Siegerin werben sollte, wollten nicht, dass eine jüdische Frau sie repräsentiert. Nach dem Erlebnis sprach sie für die Anti-Defamation League gegen Antisemitismus und Rassismus.
Am 19. Oktober 1946 heiratete Myerson Allan Wayne und bekam ein Jahr später am 31. Dezember 1947 ihre Tochter Barbara. Sie begann ihre Fernsehkarriere in The Big Payoff, in der sie von 1951 to 1959 mitspielte und als „Lady in Mink“ bekannt wurde. Von 1954 bis 1968 moderierte sie den Miss America Wettbewerb. Sie und ihr Mann Allan Wayne ließen sich 1956 scheiden und begannen einen Sorgerechtsstreit um ihr gemeinsames Kind. Zudem erschien sie von 1958 bis 1967 regelmäßig als Teilnehmer in I’ve Got a Secret. Am 2. Mai 1962 heiratete Myerson Arnold Grant, ein bekannter Finanz- und Steuerrechtsanwalt. Dieser adoptierte ihre Tochter, welche nun Barra Grant hieß.
Bess Myerson wurde in der Stadtpolitik aktiv und wurde von Bürgermeister John Lindsay zum Kommissar des Verbraucherministeriums von New York City ernannt. Von 1969 bis 1973, wurde sie neben dem Bürgermeister die berühmteste Stadtbeamtin. Während ihrer Amtszeit hatte New York das weitreichendste Verbraucherschutzgesetz in Amerika. Myerson schrieb das Buch The Complete Consumer im Jahre 1979. Sie schrieb auch ein zweites Buch The I Love New York Diet mit Bill Adler in 1982, welches auf die New York Times Best Seller Liste kam.